# 硒铅矿
硒铅矿（英語：Clausthalite）是一种含铅的硒化物矿物，化学式为PbSe。它与方铅矿（PbS）形成固溶体。

## 产生
硒铅矿發現於含有其他硒化物的低硫热液矿床和汞矿床中。常共生硒汞矿、蓝硒铜矿、硒铜矿、红硒铜矿、金、锑钯矿和晶质铀矿。
它于1832年首次被描述，并以发现地德国哈茨山的克劳斯塔尔-采勒费尔德命名。